# Hal C. Kern
Hal C. Kern (Anaconda, 14 luglio 1894 – Los Angeles, 24 febbraio 1985) è stato un montatore statunitense.

## Biografia
Kern iniziò con il lavoro di montatore nel 1915, lavorando al montaggio di diversi cortometraggi. Si trasferì a Culver City, dopo che la sua sala di montaggio subì un incendio mentre stava lavorando al montaggio del film Civilization. Salì alla ribalta nel 1939 quando lavorò al montaggio del film Via col vento insieme a James E. Newcom, grazie al quale vinceranno il premio Oscar per il montaggio l'anno successivo.

## Filmografia
- Civilization, regia di Reginald Barker, Thomas H. Ince, Raymond B. West, Walter Edwards, David Hartford, Jay Hunt, J. Parker Read Jr. (1916)
- Daredevil Jack, regia di W. S. Van Dyke (1920)
- Brass, regia di Sidney Franklin (1923)
- L'onestà vittoriosa (Within the Law), regia di Frank Lloyd (1923)
- Ah! L'amore (Her Night of Romance), regia di Sidney Franklin (1924)
- Lady, una vera signora (The Lady), regia di Frank Borzage (1925)
- Wild Justice, regia di Chester M. Franklin (1925)
- Fuggo con mia moglie (Her Sister from Paris), regia di Sidney Franklin (1925)
- L'aquila (The Eagle), regia di Clarence Brown (1925)
- The Bat, regia di Roland West (1926)
- The Duchess of Buffalo, regia di Sidney Franklin (1926)
- The Beloved Rogue, regia di Alan Crosland (1926)
- The Dove, regia di Roland West (1927)
- La donna contesa (The Woman Disputed), regia di Henry King e Sam Taylor (1928)
- Alibi, regia di Roland West (1929)
- La porta chiusa (The Locked Door), regia di George Fitzmaurice (1929)
- Notti di New York (New York Nights), regia di Lewis Milestone (1929)
- Follie di Broadway (Puttin' on the Ritz), regia di Edward Sloman (1930)
- The Bat Whispers, regia di Roland West (1930)
- Mi sposo... e torno! (Reaching the Moon), regia di Edmund Goulding (1930)
- Indiscreet, regia di Leo McCarey (1931)
- Corsair, regia di Roland West (1931)
- Hell Below, regia di Jack Conway (1933)
- Volo di notte (Night Flight), regia di Clarence Brown (1933)
- Lord Fauntleroy (Little Lord Fauntleroy), regia di John Cromwell (1936)
- Il giardino di Allah (The Garden of Allah), regia di Richard Boleslawski (1936)
- 4 in paradiso (The Young in Heart), regia di Richard Wallace (1938)
- Via col vento (Gone with the Wind), regia di Victor Fleming (1939)
- La taverna delle stelle (Stage Door Canteen), regia di Frank Borzage (1943)
- Io ti salverò (Spellbound), regia di Alfred Hitchcock (1945)
- Duello al sole (Duel in the Sun), regia di King Vidor (1946)
- Il caso Paradine (The Paradine Case), regia di Alfred Hitchcock (1947)